# Droga wojewódzka nr 688
Droga wojewódzka nr 688 (DW688) – ustanowiona 1 stycznia 2017r. droga wojewódzka w województwie podlaskim, w powiecie hajnowskim o długości 5,8 km. Łączy drogę wojewódzką  z przejściem granicznym w Siemianówce niedaleko granicy polsko-białoruskiej.

## Miejscowości leżące przy trasie DW688
- Tarnopol
- Siemianówka